# The Perfidy of Mary
The Perfidy of Mary é um filme mudo norte-americano de 1913 em curta-metragem, do gênero drama, dirigido por D. W. Griffith, estrelado por Dorothy Gish e Mae Marsh. Cópia do filme encontra-se conservada no Museu de Arte Moderna dos Estados Unidos.